# 121817 Szatmáry
(121817) Szatmáry, denumire internațională (121817) Szatmary, este un asteroid din centura principală de asteroizi.

## Descriere
121817 Szatmáry este un asteroid din centura principală de asteroizi. A fost descoperit pe 2 ianuarie 2000 la Piszkesteto de Krisztián Sárneczky și László L. Kiss. Asteroidul prezintă o orbită caracterizată de o semiaxă mare de 3,18 ua, o excentricitate de 0,19 și o înclinație de 16,0° în raport cu ecliptica.